# فريديريكو ميلو
فريديريكو ميلو هو متسابق يخت برتغالي، ولد في 13 يوليو 1987 في أزوسا في الولايات المتحدة.

## وصلات خارجية
- فريديريكو ميلو على موقع الاتحاد الدولي للملاحة الشراعية (موقع جديد) (الإنجليزية)
- فريديريكو ميلو على موقع اللجنة الأولمبية الدولية (الإنجليزية)
- فريديريكو ميلو على موقع أوليمبيديا (الإنجليزية)